# Lijst van burgemeesters van Wilnis
Dit is een lijst van burgemeesters van de voormalige Nederlandse gemeente Wilnis tot deze gemeente op 1 januari 1989 fuseerde met de gemeenten Mijdrecht en Vinkeveen en Waverveen tot de nieuwe gemeente De Ronde Venen.
| Ambtsperiode                                                              | Naam burgemeester                   | Partij of stroming | Bijzonderheden                                                                                                |
| ------------------------------------------------------------------------- | ----------------------------------- | ------------------ | --- |
| 1818 - 1821                                                               | Albertus Jan Klaus                  |                    | schout, tevens schout van Oudhuizen                                                                           |
| 1824 - 1849                                                               | Jacob (J.) van der Does             |                    | tot 1825 schout, tevens schout/burgemeester van Oudhuizen                                                     |
| 1850 - 1851                                                               | Jacob (J.) Verdam                   |                    | tevens burgemeester van Oudhuizen en Mijdrecht                                                                |
| 1851 - 1857                                                               | Johannes Gerard (J.G.) de Voogt     |                    | tevens burgemeester van Oudhuizen en Mijdrecht                                                                |
| De gemeenten Wilnis en Oudhuizen gaan vanaf 1857 door als gemeente Wilnis |                                     |                    | |
| 1857 - 1900                                                               | Johannes Gerard (J.G.) de Voogt     |                    | tevens burgemeester van Mijdrecht                                                                             |
| 1901 - 1910                                                               | Willem Laurentius (W.L.) van Tricht |                    | tevens burgemeester van Mijdrecht, eerder burgemeester van Koudekerk aan den Rijn                             |
| 1910 - 1914                                                               | Anthonie (A.) van Baak              |                    | tevens burgemeester van Mijdrecht; eerder burgemeester van Buurmalsen                                         |
| 1914 - 1919                                                               | Meine (M.) Fernhout                 | ARP                | tevens burgemeester van Mijdrecht, later burgemeester van Kampen                                              |
| 1919 - 1943                                                               | Iman (I.) Padmos                    |                    | tevens burgemeester van Mijdrecht; eerder burgemeester van Tienhoven (Utr)                                    |
| 1943 - 1945                                                               | H.J. Doude van Troostwijk           | NSB                | tevens burgemeester van Mijdrecht                                                                             |
| 1945                                                                      | Iman (I.) Padmos                    |                    | tevens burgemeester van Mijdrecht                                                                             |
| 1946 - 1971                                                               | Johannes (J.) van der Haar          | ARP                | tevens burgemeester van Mijdrecht, later burgemeester van Voorschoten                                         |
| 1971 - 1981                                                               | Jan (J.) de Pree                    | CHU / CDA          | eerder burgemeester van Zaamslag en waarnemend burgemeester van Zoutelande, later burgemeester van Woudenberg |
| 1981 - 1989                                                               | Dick (D.M.) Boogaard                | CDA                | later burgemeester van De Ronde Venen                                                                         |